# Dyspyralis serratula
Dyspyralis serratula là một loài bướm đêm trong họ Erebidae.